# Everybody Needs the Blues Brothers
Everybody Needs the Blues Brothers – album wydany przez Blues Brothers Band w 1988 roku, po siedmioletniej przerwie.

## Lista utworów
1. Everybody Needs Somebody To Love
2. Gimme Some Lovin'
3. I Can't Turn You Loose
4. She Caught The Katy
5. Green Onions
6. Who's Making Love
7. B Movie Box Car Blues
8. Peter Gunn Theme
9. Soul Man
10. Theme From 'Rawhide'
11. Shake Your Tailfeather
12. Do You Love Me / Mother Popcorn
13. Sweet Home Chicago
14. Going Back To Miami
15. Flip, Flop And Fly
16. Soul Finger / Funky Broadway